# Площадь Академика Лихачёва
Пло́щадь Акаде́мика Лихачёва — площадь в Петроградском районе Санкт-Петербурга. Расположена на съезде с Биржевого моста между Мытнинской набережной, Зоологическим переулком и проспектом Добролюбова.

## Наименование
17 мая 2006 года, к столетию со дня рождения выдающегося филолога и общественного деятеля академика Дмитрия Сергеевича Лихачёва получила название площадь Академика Лихачёва.

## История
Безымянная площадь образовалась после строительства Биржевого моста ещё в 1894 году в результате засыпки мелководья у правого берега Малой Невы и части протока, отделявшего Ватный остров от Петроградской стороны.
В 1957—1960 годах во время реконструкции Биржевого моста произошли также изменения Мытнинской набережной. Мост был смещён с оси Зоологического переулка на 70 метров вниз по течению, после чего было засыпано прилегавшее к мосту мелководье, и на его месте образованы новые современные подъезды к мосту и предмостовая площадь.
6 ноября 2008 года на площади был открыт памятный знак в виде гранитной стелы с бронзовым барельефным портретом Д. С. Лихачёва (архитектор В. Б. Бухаев, автор бронзового барельефа — скульптор И. Б. Корнеев), созданный по инициативе Фонда имени Д. С. Лихачёва при поддержке Фонда «Константиновский». Текст на стеле: «Площадь Академика Лихачева названа в честь 100-летия со дня рождения ученого и общественного деятеля, почетного гражданина Санкт-Петербурга Дмитрия Сергеевича Лихачева (1906—1999)».

## Достопримечательности

### Биржевой мост
Мост Строителей или Биржевой мост построен в 1957-1960 годах по проекту архитекторов Л.А. Носкова, П.А. Арешева, инженеров В.В. Демченко, Б.Б. Левина. Мост состоит из пяти стальных сварных пролётных строений, центральный пролёт — разводной, с двумя крыльями. Общая длина моста — 239 м, ширина между перилами — 27 м, ширина проезжей части — 21 м. Перила украшают чугунные решётки с трезубцем Нептуна.

### Доходный дом О.Ф. Соколовой (Мытнинская набережная, дом 13)
Доходный дом О.Ф. Соколовой или Банк «Тетраполис». Здание построено в 1880 году по проекту архитектора П.О. Осипова для жены действительного статского советника О.Ф. Соколовой. В 2011-2012 годах дом реконструируется и надстраивается.

### Доходный дом (Мытнинская набережная, дом 9)
Доходный дом построен в 1881 году по проекту академика архитектуры Н.А. Мельникова для изобретателя Е.А. Яковлева.

### Доходный дом (Мытнинская набережная, дом 7,Зоологический переулок, дом 5)
Доходный дом надстроен и перестроен в стиле модерн в 1905 году по проекту техника К.К. Кохендерфера. Здание имеет скошенный угловой фасад, главный фасад украшен балконами с ажурными решетками. B 2001 году на чердаке выстроена мансарда по проекту архитектурной мастерской В.И. Грищенко.

### Жилой дом (Мытнинская набережная, дом 5, Зоологический переулок, дом 2-4,проспект Добролюбова, дом 6)
Жилой дом построен в стиле ретроспективизм в 2012 году по проекту архитектурного бюро «Земцов, Кондиайн и партнеры».

## Транспорт
Ближайшие станции метро к площади Академика Лихачева:  «Спортивная» (пешком до площади 850 м),  «Горьковская» (1,7 км),  «Адмиралтейская» (2 км),   «Невский проспект» (2,5 км).
Рядом с площадью есть остановки общественного транспорта:
- «Мытнинская набережная / Биржевой мост»: автобус 10, 191, троллейбус 7;
- «Кронверкский проспект»: трамвай 6, 40.